# Lysaker

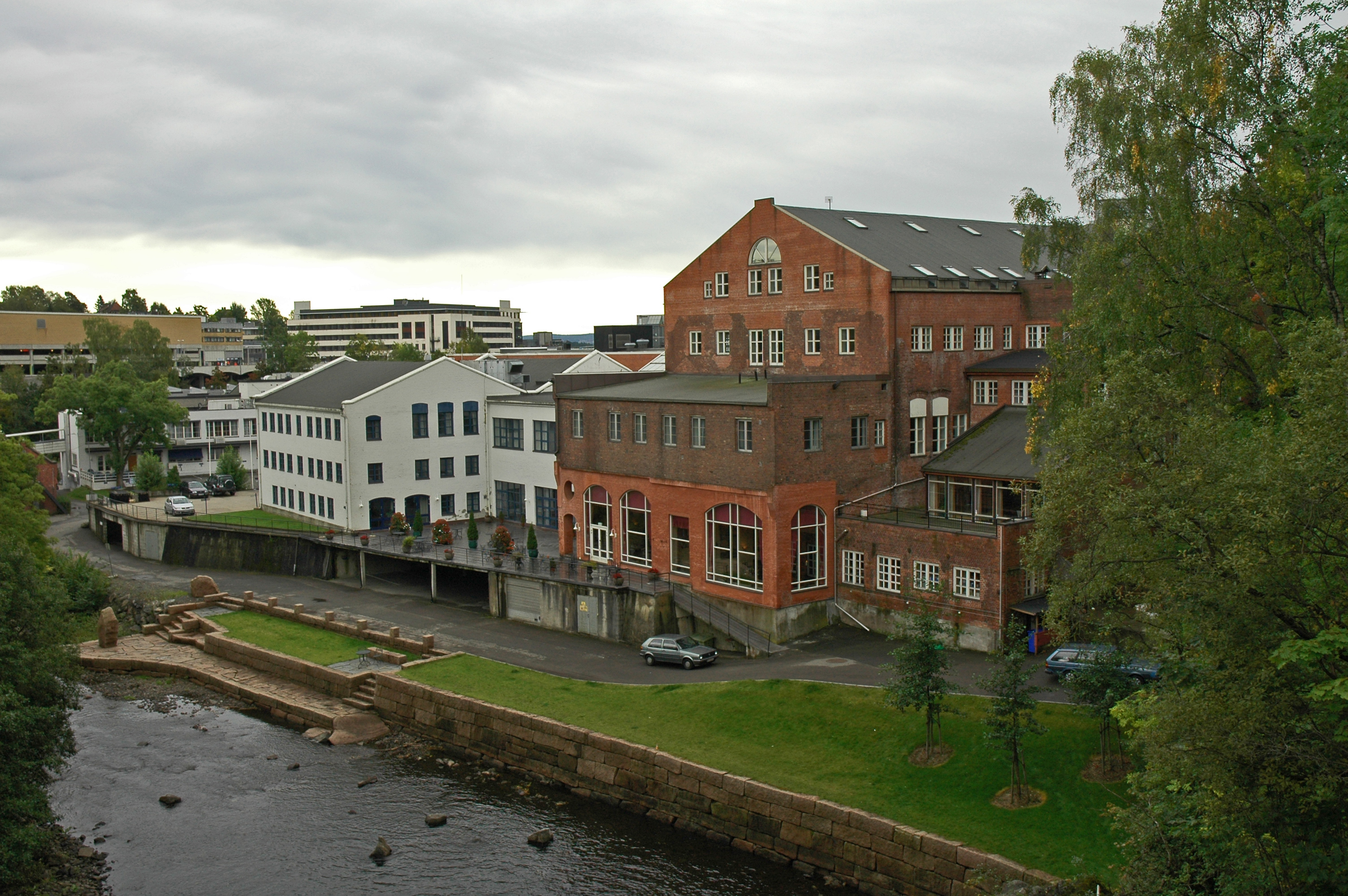
Secções de Lysaker vistas da ponte sobre Granfossen, Lysaker

Lysaker é uma secção e área de código postal da comuna norueguesa de Bærum, a oeste de Oslo. Antigamente, era uma zona residencial, mas atualmente, tem numerosas sedes de empresas, como a companhia aérea norueguesa Widerøe.